# Ірано-єгипетські відносини
Ірано-єгипетські відносини — двосторонні дипломатичні та інші відносини між Іраном та Єгиптом у їхньому історичному розвитку. Відносини між двома країнами складні, з періодичними загостреннями напруженості. Незважаючи на це, Іран та Єгипет поділяють членство в ОІВ та D-8.
Після революції в Єгипті в 2011 Іран призначив свого першого, за майже 30 років, посла в цій країні.

## Історія
У 1939 дипломатичні відносини між Єгиптом та Іраном переведені на рівень посольств і Юсеф Зульфікар паша був призначений першим послом Єгипту в Тегерані. Того ж року принцеса Фавзія Фуад, сестра єгипетського короля Фарука I, вийшла заміж за Мохаммеда Реза Пехлеві, наслідного принца Ірану, що згодом став останнім шахіншахом.
Міцні зв'язки між двома країнами розірвані в 1980, невдовзі після перемоги Ісламської революції в Ірані і визнанням Ізраїлю Єгиптом. В результаті Єгипет виявився єдиною арабською країною, яка не має посольства в Ірані.
Теми, що викликають розбіжності між країнами, включають: підписання Єгиптом Кемп-Девідських угод з Ізраїлем у 1979, підтримка Єгиптом Іраку під час Ірано-іракської війни (1980—1988), прославлення та героїзація в Ірані вбивці президента Єгипту Анвара фанатика Халеда Исламбули, близькі відносини Єгипту зі США та більшістю країн Західної Європи.
З 2007 у відносинах між Іраном та Єгиптом спостерігається деяке потепління, в основному за рахунок торгівлі та дипломатичних зусиль. У 2008—2009, коли Ізраїль проводив військову операцію в секторі Газа, іранські та єгипетські політики обмінювалися докорами щодо бездіяльності щодо ескалації конфлікту. Загалом помітних покращень у відносинах між Іраном та Єгиптом не було до революції в Єгипті, яка призвела до відставки президента Хосні Мубарака у лютому 2012. У квітні цього року Іран призначив посла в Єгипті. У серпні новий президент Єгипту Мухаммед Мурсі відвідав Іран і ухвалено рішення щодо відновлення двосторонніх дипломатичних відносин між країнами. Вперше за багато років призначено посла Єгипту в Ірані. Хоча відносини між країнами неухильно покращуються, у них ще багато невирішених проблем, що залишають подальший прогрес у відносинах під питанням. Значна частина цих проблем пов'язана із відносинами з третіми країнами, такими як Саудівська Аравія та країни Заходу.

## Двосторонні візити
Після Революції в Єгипті в 2011 та призначення послів після майже 30-річної перерви президент Єгипту Мухаммед Мурсі здійснив перший з часу Ісламської революції в Ірані історичний візит до Ірану. 30 серпня 2012 на саміті Руху неприєднання Мурсі передав головування Ірану. У свою чергу президент Ірану Махмуд Ахмадінежад здійснив офіційний візит до Єгипту 5 лютого 2013, що робить його першим президентом Ірану, який відвідав Єгипет після перемоги Ісламської революції в Ірані.